# Pablo Carreño Busta
Pablo Carreño Busta (n. 12 iulie 1991, Gijón, Asturia, Spania) este un jucător profesionist de tenis spaniol.
Cea mai înaltă poziție în clasamentul ATP la simplu este locul 10 mondial, la 11 septembrie 2017, iar la dublu locul 16, la 17 iulie 2017. A câștigat șapte titluri la simplu și patru titluri la dublu în Turul ATP. Reprezentând Spania, Carreño Busta a câștigat o medalie olimpică de bronz la simplu masculin la Jocurile Olimpice de la Tokyo 2020 (învingându-l pe numărul 1 mondial Novak Djokovic) și a fost membru al echipei Spaniei care a câștigat Cupa Davis 2019.